# Myriam Chomaz
Myriam Chomaz est une boxeuse française née le 21 octobre 1972 à Montélimar. Depuis mai 2011, elle est championne d'Europe de boxe  catégorie super-plumes et la première femme cadre technique national à la Fédération française de boxe.

## Biographie
Après une carrière en savate boxe française et boxe anglaise amateur , elle passe professionnelle du noble art en février 2006. En 2008, elle gagne le titre de championne d'Europe EBU. Le 25 mars 2011, elle devient championne d'Europe des poids super-plumes en battant la Française Julie Robert. À 38 ans, après presque 20 ans d'une longue carrière, elle quitte la compétition et se concentre sur sa nouvelle carrière en tant que cadre technique national à la Fédération française de boxe.

## Palmarès

### Savate Boxe Française
- Championne du monde Savate combat
- Championne d'Europe Savate combat
- Championne du monde Savate assaut
- Championne d'Europe Savate assaut

### Boxe anglaise
Professionnel (catégorie super-plumes)
- Championne d'Europe EBU en 2008 et 2011
- Championne du monde WBC international et par intérim en 2008

Amateur 50 combats - 36 victoires (catégorie poids plumes)
- Médaillée de bronze aux championnats d'Europe de 2003
- Médaillée d'argent aux championnats d'Europe de 2004
- Championne d'Europe en 2005